# Coley North Glacier
Coley North Glacier är en glaciär i Antarktis. Den ligger i Västantarktis. Argentina, Chile och Storbritannien gör anspråk på området. Coley North Glacier ligger 164 meter över havet.
Terrängen runt Coley North Glacier är huvudsakligen kuperad, men västerut är den bergig. Havet är nära Coley North Glacier österut. Trakten är obefolkad. Det finns inga samhällen i närheten. 